# Wojciech Tygielski
Wojciech Tygielski (ur. 26 grudnia 1953 w Wołominie) – polski historyk, badacz dziejów nowożytnych, profesor nauk humanistycznych, profesor zwyczajny Uniwersytetu Warszawskiego.

## Życiorys
Absolwent VI Liceum Ogólnokształcącego im. Tadeusza Reytana w Warszawie (1972) i Instytutu Historii Uniwersytetu Warszawskiego (1977). Doktorat w 1983 pod kierunkiem Antoniego Mączaka. Habilitacja tamże w 1992 na podstawie pracy Z Rzymu do Rzeczypospolitej. Studia z dziejów nuncjatury apostolskiej w Polsce, XVI–XVII w., profesor nadzwyczajny UW od 1996. Tytuł profesora nauk humanistycznych uzyskał w 2006, później objął stanowisko profesora zwyczajnego. W latach 1999–2002 prodziekan Wydziału Historycznego ds. ogólnych, zaś w 2002–2008 prorektor Uniwersytetu Warszawskiego ds. badań naukowych i współpracy z zagranicą. W latach 1977–2009 pracownik Instytutu Historycznego UW (Zakład Historii Nowożytnej). Od 2009 pracownik Instytutu Historii Sztuki UW. Wykładowca Akademii Teatralnej w Warszawie od 1996. Dyrektor Instytutu Polskiego w Rzymie i radca tamtejszej Ambasady RP 1993–1995. Członek Rady Fundacji na rzecz Nauki Polskiej od 2012. Zajmuje się historią społeczną Polski i Europy w XVI–XVII wieku, kontaktami polsko-włoskimi oraz podróżami w okresie nowożytnym i dziejami dyplomacji. Wypromował co najmniej troje doktorów.
W latach 2010–2018 członek Rady Narodowego Centrum Nauki.
Został wybrany na członka Komitetu Nauk Historycznych PAN na kadencję 2020–2023.

## Publikacje
- Politics of Patronage in Renaissance Poland. Chancellor Jan Zamoyski, his supporters and the political map of Poland, 1572–1605,  Warszawa: Wydawnictwa Uniwersytetu Warszawskiego 1990.
- (redakcja) Acta Nuntiaturae Polonae, t. 18: Franciscus Simonetta (1606–1612). Vol. 1, (21.VI.1606–30.IX.1607), ed. Adalbertus Tygielski, Friburgi Helvetiae: Fund. Lanckoroński 1990.
- (redakcja) Giacomo Fantuzzi, Diariusz podróży po Europie (1652), z rękopisu wł. przeł., wstępem i przypisami opatrzył Wojciech Tygielski, Warszawa: „Pax” 1990.
- Z Rzymu do Rzeczypospolitej: studia z dziejów nuncjatury apostolskiej w Polsce, XVI–XVII w., Warszawa: „Historia pro Futuro” 1992.
- (redakcja) Giacomo Fantuzzi, Diario del viaggio europeo (1652): con instruttione et avvertimenti per far viaggi lunghi, testo a cura di Piotr Salwa e Wojciech Tygielski, introd. e note di Wojciech Tygielski, Varsavia – Roma: Upowszechnianie Nauki Oświata „UN-O” 1998.
- (redakcja) Rzeczpospolita – Europa, XVI–XVIII wiek. Próba konfrontacji, pod red. Michała Kopczyńskiego i Wojciecha Tygielskiego, Warszawa: „Optima JG” 1999.
- Dyplomacja – informacja – propaganda: podróż Luigiego Bevilacqua, posła toskańskiego na dwory europejskie w 1609 r., Warszawa: „Semper” 2000.
- (współautor: Antoni Mączak), Latem w Tocznabieli, Warszawa: Biblioteka „Więzi” 2000.
- Włosi w Polsce XVI–XVII wieku: utracona szansa na modernizację, Warszawa: Biblioteka „Więzi” 2005.
- (wstęp) Umberto Eco, Jak napisać pracę dyplomową: poradnik dla humanistów, przekł. i aneks Grażyna Jurkowlaniec, wstęp do wyd. pol. Wojciech Tygielski, Warszawa: Wydawnictwa Uniwersytetu Warszawskiego 2007.
- Listy – ludzie – władza. Patronat Jana Zamoyskiego w świetle korespondencji, Warszawa: Oficyna Wydawnicza Viator 2007.
- (redakcja) Pod wspólnym niebem: narody dawnej Rzeczypospolitej, pod red. Michała Kopczyńskiego i Wojciecha Tygielskiego, Warszawa: Muzeum Historii Polski – Bellona 2010.